# Transmission (BitTorrent)
Transmission là phần mềm ứng dụng máy khách BitTorrent miễn phí và ít tiêu tốn tài nguyên hệ thống. Đây là phần mềm đa nền tảng dành cho người dùng cuối và có giao diện đơn giản và trực quan.
Transmission là phần mềm mã nguồn mở, (Giấy phép MIT). Các nền tảng để ứng dụng hoạt động bao gồm: Microsoft Windows (giao diện sẵn có), Mac OS X (sử dụng giao diện lập trình ứng dụng Cocoa), Linux/NetBSD/FreeBSD/OpenBSD (sử dụng công cụ GTK+ để tạo giao diện) và BeOS/ZETA (giao diện sẵn có).
Transmission sử dụng ít tài nguyên hệ thống hơn các trình khách BitTorrent khác, ví dụ Azureus.

## Tính năng
- Dùng một cổng duy nhất để tải tệp.
- Hiển thị trên thanh Dock thông tin tải tệp và những tệp đã hoàn thành tải về.
- Thanh công cụ tùy biến
- Hỗ trợ Growl, một dạng thông báo toàn cục trong hệ điều hành Mac OS
- Tự động kiểm tra và nâng cấp phiên bản mới
- Universal binary,  mã chương trình có khả năng chạy trên chíp PowerPC và Intel